# Kalemawe
Kalemawe ist ein Verwaltungsbezirk (Ward) des Distrikts Same in der tansanischen Region Kilimandscharo.

## Geografie
Kalemawe liegt im Nordosten von Tansania zwischen dem Pare-Gebirges und den Usambara-Bergen. Der Großteil des Landes ist eine Ebene in rund 600 Meter Seehöhe, aus der sich singulären Hügeln erheben. Das größte Gewässer ist der Ndungu-Stausee.
Der Bezirk grenzt im Norden an Maore, im Osten an Mnazi, im Süden an Bendera und im Westen an Kihurio, Myamba und Ndungu. Bei der Volkszählung 2022 lebten 5383 Menschen in 1318 Haushalten auf einer Fläche von 272 Quadratkilometern.

## Gliederung
Der Bezirk besteht aus drei Gemeinden (Mtaa) mit zehn Orten (Kitongoji):
| Kalemawe - Bagamoyo - Dimbwi - Kalemawe - Msoroha | Makokane - Kongei/Kambaga - Mwerenge - Makokane | Karamba - Kilimani - Kagongo - Mabambara |

## Wirtschaft und Infrastruktur
- Landwirtschaft: Durch die Bewässerung vom Ndungu-Stausee ist Reisanbau möglich.[8]
- Fischfang: Mit Unterstützung der Vereinten Nationen (UNCDF) wurde 2017 ein Fischzucht-Programm um den Ndungu-Stausee begonnen.[9]
- Bildung: Im Bezirk liegt keine weiterführende Schule.[10]
- Gesundheit: In den Gemeinden Kalemawe und Karamba gibt es eine staatliche Apotheke.[11][12]